# Eusynthemis barbarae
Eusynthemis barbarae – gatunek ważki z rodziny Synthemistidae.